# Улица Шигабутдина Марджани (Казань)
Улица Шигабутдина Марджани (тат. Шиһабетдин Мәрҗани урамы) — улица в Вахитовском районе, Старой Татарской слободе Казани. Названа в честь мусульманского богослова и просветителя Шигабутдина Марджани (1818-1889), которому на улице установлен памятник.
Является набережной озера Нижний Кабан.

## География
Пересекается со следующими улицами:
- улица Татарстан
- улица Зайни Султана
- улица Фатыха Карима
- улица Кунче
- улица Сафьян[вд]
- улица Ахтямова
- улица КСКа[вд]
- улица Нурсултана Назарбаева

## История
До революции 1917 года носила название Левая Набережная или Левая Набережная Кабана и относилась к 5-й полицейской части г. Казани. Во второй половине 1920-х гг. улица была переименована в Левокабанную, а ещё чуть позже — в Комсомольскую улицу. Современное название присвоено 20 июля 1997 года.

## Примечательные объекты
- памятник Шигабутдину Марджани
- №8 — усадьба Сабитовых
- №16/1 — усадьба Вали-бая
- №18 — дом Назирова

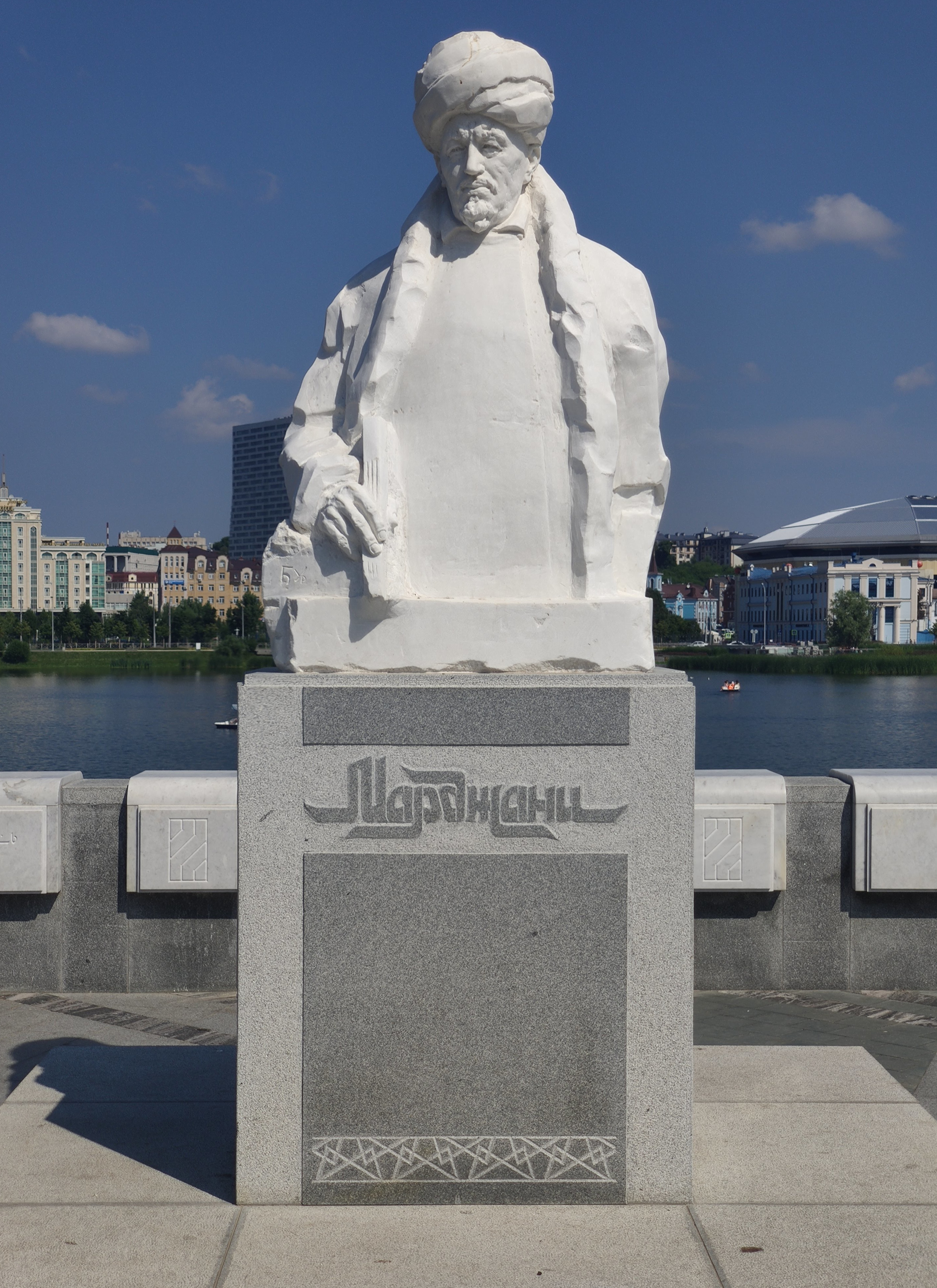
Памятник Шигабутдину Марджани

- №24 — здание Казанской учительской семинарии
- №28 — здание Апанаевского медресе
- №40/1 — дом Гарун-аль-Рашида Апанаева
- №42 — дом Рахматуллина-Хусаинова
- №44 — дом Багаутдиновой-Апанаевой